# M10 (Groot-Brittannië)
De M10 was een 4,5 kilometer lange Britse autosnelweg tussen de M1 en St Albans. De M10 eindigt op de Park Street Roundabout (rotonde) waar aansluiting is met de A5183, A414 en A405. Er zijn geen afslagen op deze snelweg.
Deze autosnelweg werd in 1959 geopend, en werd in 2009 hernummerd. Sindsdien is het een deel van de A414.
Groot-Brittannië:
M1 · M2 · M3 · M4 · M5 · M6 · M6 Toll · M8 · M9 · M10 · M11 · M18 · M20 · M23 · M25 · M26 · M27 · M32 · M40 · M42 · M45 · M48 · M49 · M50 · M53 · M54 · M55 · M56 · M57 · M58 · M60 · M61 · M62 · M65 · M66 · M67 · M69 · M73 · M74 · M77 · M80 · M90 · M180 · M181 · M271 · M275 · M602 · M606 · M621 · M876 · M898
A1(M) · A3(M) · A38(M) · A48(M) · A57(M) · A58(M) · A64(M) · A66(M) · A74(M) · A167(M) · A194(M) · A308(M) · A329(M) · A404(M) · A601(M) · A627(M) · A823(M)
Noord-Ierland:
M1 · M2 · M3 · M5 · M12 · M22 · A8(M)